# 明空
明空（みょうくう/めいくう、生没年不詳）は、鎌倉時代の僧、歌人。早歌（宴曲）の創始者及び大成者としてみられている。本姓は不明。また、明空は芸名、法名等諸説がある。

## 経歴・人物
出自については不明な点が多く、鎌倉幕府に仕えた人物や関東在住説、天台宗の鎌倉の極楽寺及び三村寺の住職等様々な生い立ちが存在している。明空が編纂したとしてみられている『宴曲集』や『宴曲抄』（両者共に永仁4年（1296年）頃成立）『拾菓集』等全16巻に収録されている約120曲のうち81曲は作詞、111曲は作曲したとみられている。
また、明空の弟子とされ、彼と共に早歌の大成者ともされている月江と同一人物説もある。